# Akwizytorom dziękujemy
Akwizytorom dziękujemy (ang.: Chimps) – sztuka teatralna Simona Blocka, brytyjskiego dramatopisarza młodego pokolenia. Utwór ten powstał w 1997 roku.

## Opis fabuły
Akcja sztuki rozgrywa się w Londynie. Głównymi bohaterami są Stevie i Mark, młode małżeństwo. Wracają właśnie z zakupów do swojego mieszkania, z którego są bardzo dumni. Miłą atmosferę sobotniego popołudnia psuje nadejście dwóch akwizytorów Gabriela i Larry'ego. Stevie jest nieufna wobec obcych, Mark nie ma jednak aż tak silnej woli, by wyprosić intruzów. Akwizytorzy powoli oswajają Marka i w końcu zaczynają nim manipulować. Gospodarz wkrótce zaczyna ufać gościom, a do żony zaczyna odnosić się wrogo.

## Sztuka w Teatrze Telewizji
Dla potrzeb Teatru Telewizji spektakl ten zrealizował Ryszard Bugajski w 2003 roku. W sztuce tej wystąpili: Magdalena Cielecka jako Stevie, Bartosz Opania jako Mark, Kazimierz Kaczor jako Lawrence oraz Omar Sangare jako Gabriel.